# Antología
Singles de Shakira
Un poco de amor
(1996) Se quiere, se mata
(1997)
Antología est une ballade pop latine écrite et interprétée par la chanteuse colombienne Shakira, issue de l'album Pies Descalzos (1996). 
Le morceau a été écrit par Shakira ; elle l'a également produit avec Luis Fernando Ochoa. 
La chanson figure sur la setlist de les tournées mondiales Oral Fixation Tour et El Dorado World Tour. 